# 호리 겐타
호리 겐타(일본어: 堀 研太, 1999년 4월 9일~)는 일본의 축구 선수이다.

## 구단 경력
그는 2018년 J1리그의 요코하마 F. 마리노스에 입단했다. 2019년 J3리그의 블라우블리츠 아키타로 이적했다. 2020년 일본 풋볼 리그의 라인미어 아오모리로 이적했다. 2021년부터 2022년까지 J3리그의 후지에다 MYFC에서 뛰었다.